# Simhopp vid olympiska sommarspelen 2012
De olympiska tävlingarna 2012 i simhopp avgjordes 29 juli–11 augusti 2012 i London, Storbritannien. Flest medaljer i simhopp tog Kina som vann guld i samtliga grenar utom de två individuella grenarna för herrar.

## Medaljtabell
| Pl.    | Nation         | Guld | Silver | Brons | Totalt |
| ------ | -------------- | ---- | ------ | ----- | ------ |
| 1      | Kina           | 6    | 3      | 1     | 10     |
| 2      | USA            | 1    | 1      | 2     | 4      |
| 3      | Ryssland       | 1    | 1      | 0     | 2      |
| 4      | Mexiko         | 0    | 2      | 1     | 3      |
| 5      | Australien     | 0    | 1      | 0     | 1      |
| 6      | Kanada         | 0    | 0      | 2     | 2      |
| 7      | Storbritannien | 0    | 0      | 1     | 1      |
| 7      | Malaysia       | 0    | 0      | 1     | 1      |
| Totalt | Totalt         | 8    | 8      | 8     | 24     |

## Medaljsammanfattning

### Individuell hoppning
| Gren                         | Guld                   | Guld                   | Silver                     | Silver                     | Brons                     | Brons                     |
| ---------------------------- | ---------------------- | ---------------------- | -------------------------- | -------------------------- | ------------------------- | ------------------------- |
| Herrarnas svikt detaljer     | Ilja Zacharov Ryssland | Ilja Zacharov Ryssland | Qin Kai Kina               | Qin Kai Kina               | He Chong Kina             | He Chong Kina             |
| Herrarnas höga hopp detaljer | David Boudia USA       | David Boudia USA       | Qiu Bo Kina                | Qiu Bo Kina                | Tom Daley Storbritannien  | Tom Daley Storbritannien  |
| Damernas svikt detaljer      | Wu Minxia Kina         | Wu Minxia Kina         | He Zi Kina                 | He Zi Kina                 | Laura Sánchez Mexiko      | Laura Sánchez Mexiko      |
| Damernas höga hopp detaljer  | Chen Ruolin Kina       | Chen Ruolin Kina       | Brittany Broben Australien | Brittany Broben Australien | Pandelela Rinong Malaysia | Pandelela Rinong Malaysia |

### Parhoppning
| Gren                              | Guld                        | Guld                        | Silver                                    | Silver                                    | Brons                                   | Brons                                   |
| --------------------------------- | --------------------------- | --------------------------- | ----------------------------------------- | ----------------------------------------- | --------------------------------------- | --------------------------------------- |
| Herrarnas svikt, par detaljer     | Luo Yutong Qin Kai Kina     | Luo Yutong Qin Kai Kina     | Ilja Zacharov Jevgenij Kuznetsov Ryssland | Ilja Zacharov Jevgenij Kuznetsov Ryssland | Troy Dumais Kristian Ipsen USA          | Troy Dumais Kristian Ipsen USA          |
| Herrarnas höga hopp, par detaljer | Cao Yuan Zhang Yanquan Kina | Cao Yuan Zhang Yanquan Kina | Iván García Germán Sánchez Mexiko         | Iván García Germán Sánchez Mexiko         | David Boudia Nicholas McCrory USA       | David Boudia Nicholas McCrory USA       |
| Damernas svikt, par detaljer      | He Zi Wu Minxia Kina        | He Zi Wu Minxia Kina        | Kelci Bryant Abigail Johnston USA         | Kelci Bryant Abigail Johnston USA         | Jennifer Abel Émilie Heymans Kanada     | Jennifer Abel Émilie Heymans Kanada     |
| Damernas höga hopp, par detaljer  | Chen Ruolin Wang Hao Kina   | Chen Ruolin Wang Hao Kina   | Paola Espinosa Alejandra Orozco Mexiko    | Paola Espinosa Alejandra Orozco Mexiko    | Meaghan Benfeito Roseline Filion Kanada | Meaghan Benfeito Roseline Filion Kanada |

Denna tabell: visa • redigera